# Astydamia latifolia

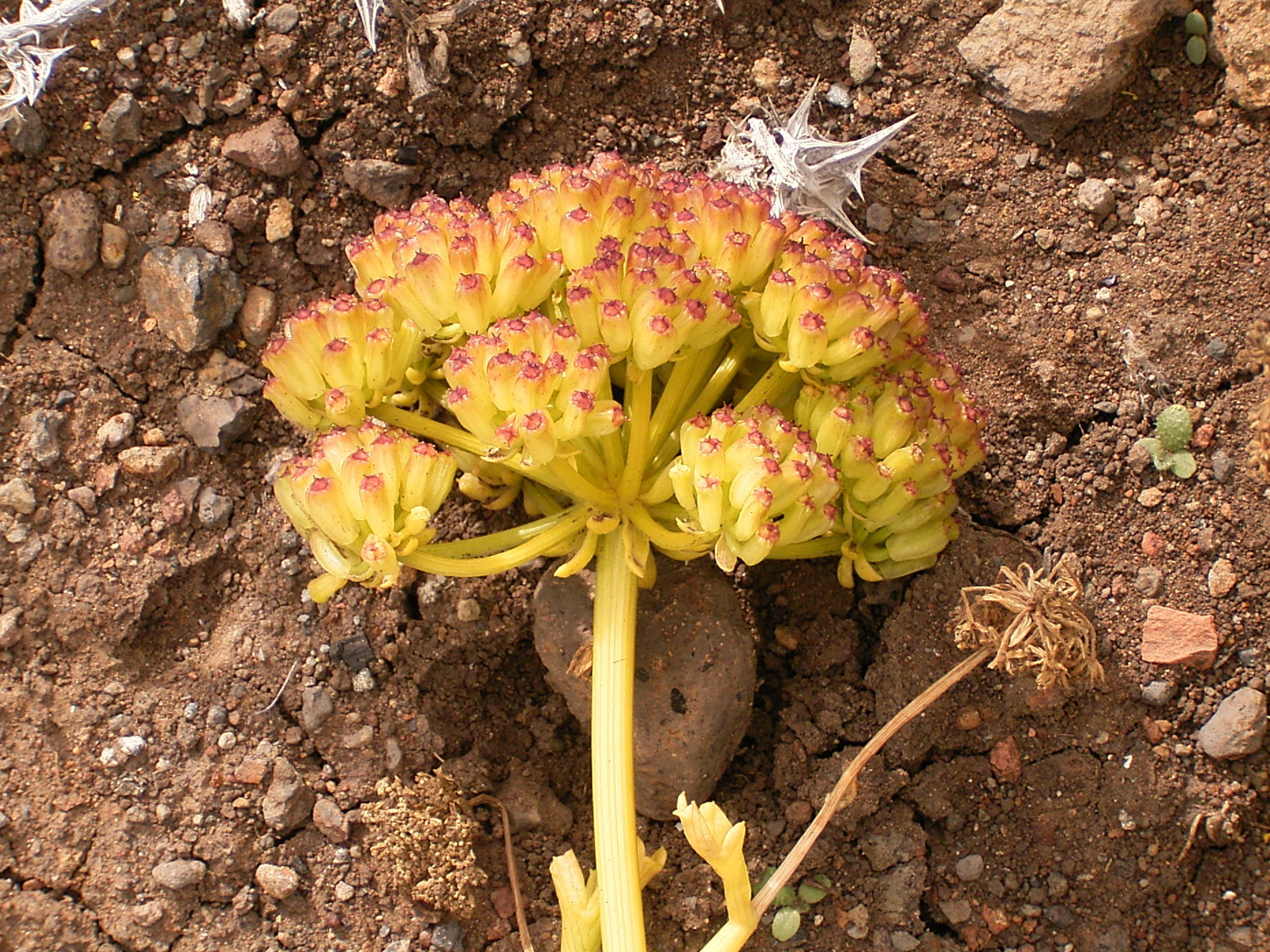
Inflorescència

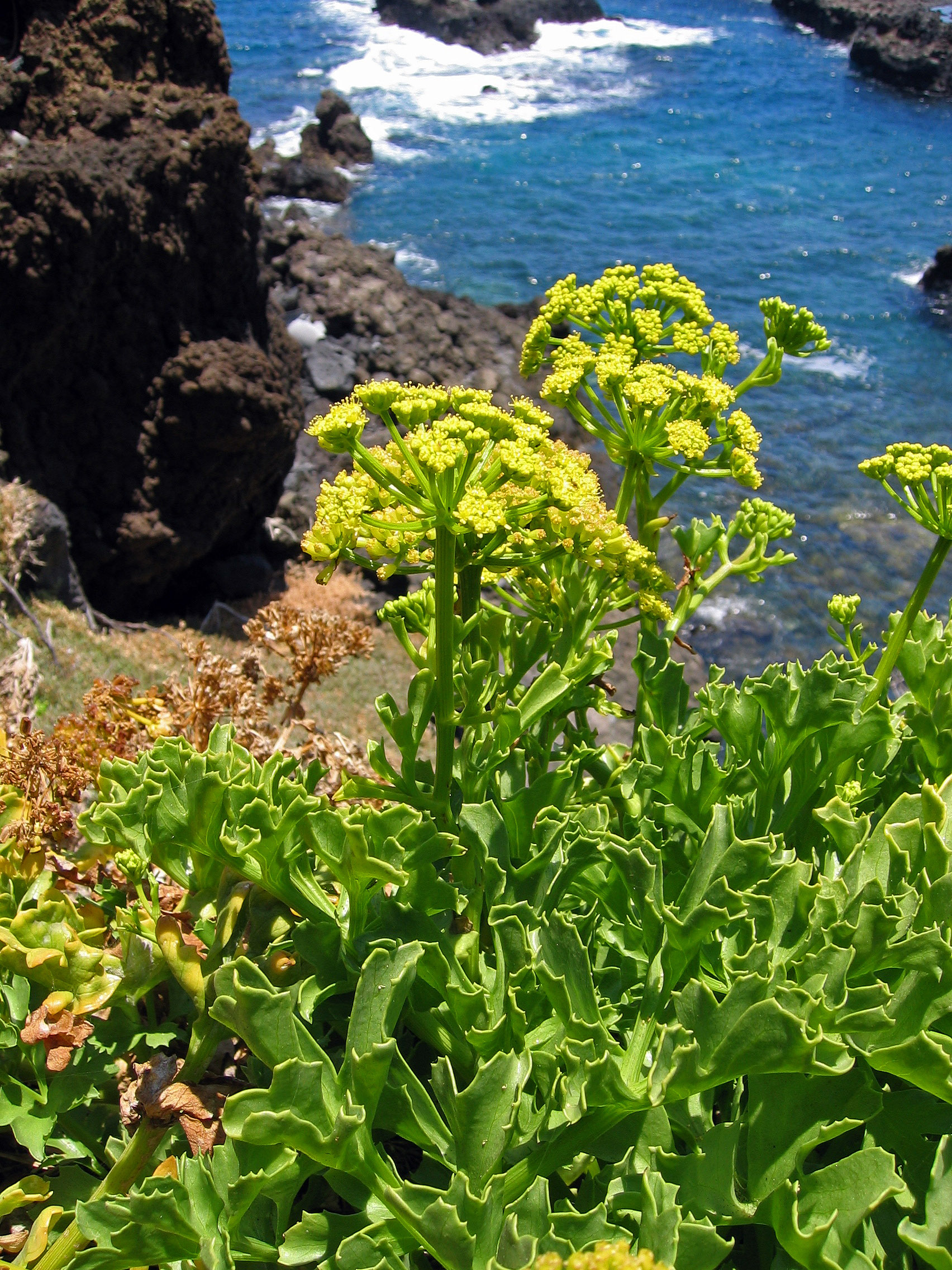
Al seu hàbitat

Astydamia latifolia és una espècie de planta de la família de les Apiàcies endèmica de les Illes Canàries. És l'única representant del gènere monotípic Astydamia. És una planta bulbosa pròpia de comunitats vegetals halòfiles des del nivell del mar fins per damunt dels 150 m. Se'l coneix amb els noms comuns de "lechuga o acelga de mar, servilleta o servilletero".

## Descripció

### Port
Es tracta d'una planta bianual o perenne, amb les tiges i les fulles carnoses, de color verd clar a glauc.

### Fulles
Són pinnades o profundament inciso-dentades, amb lòbuls amples.

### Flors
Les flors són groguenques, disposades en umbel·les compostes de 6 a 12 cm de diàmetre i de fins a 15 radis. Els fruits són ovoides, més o menys carnosos i amb una textura semblant al suro. Quan els fruits maduren es tornen d'un color marró clar, amb tres nervis i amb un marge dilatat.

## Taxonomia
Astydamia latifolia va ser descrita per Nees ex Steud. i publicada a Synopsis Plantarum Glumacearum 1: 322. 1854.

### Etimologia
- Astydamia: nom genèric dedicat a la nimfa Astydamia, filla de Oceanus en relació al fet que aquesta planta creix vora el mar.
- latifolia: epítet llatí que es compon de les paraules late que vol dir ample i folius que vol dir fulla, i, per tant, significa "fulla ampla".[3]